# Thomas G:son
Thomas Gustafsson (művésznevén Thomas G:son; Skövde, 1968. február 25. – ) svéd zenész, zeneszerző, a Melodifestivalen állandó résztvevője, a 2012-es és 2023-as Eurovíziós Dalfesztivál győztes dalának egyik szerzője.
Leginkább a több száz daláról ismert, amelyeket 14 ország eurovíziós nemzeti válogatóira írt. Az elmúlt években írt dalokat Svédországnak, Spanyolországnak, Norvégiának, Dániának, Finnországnak, Grúziának, Lengyelországnak, Máltának, Ciprusnak, Lettországnak, Romániának, Belgiumnak, Luxemburgnak és Örményországnak. A 2020-as Melodifestivalenen elérte a 60 pályaműs mérföldkövét. Dalai eddig 15 alkalommal jutottak ki az Eurovíziós Dalfesztiválra, négyszer Svédország, három-három alkalommal Spanyolország és Grúzia, kétszer Ciprus, egyszer pedig Norvégia, Dánia és Málta színeiben. 2012-ben G:son megszerezte első győzelmét, mint győztes zeneszerző az Eurovíziós Dalfesztiválon a Euphoria című dallal, amelyet Loreen adott elő. Tizenegy évvel később ismét sikerült győznie Loreennel közösen, aki ezúttal a Tattoo című dalt adta elő.
Gustafsson 1998 óta főállású dalszerző. Amellett, hogy a megélhetéséért különböző műfajú dalokat ír és komponál, a Masquerade hard rock együttes gitárosa.

## Dalszerzői diszkográfia

### Eurovíziós Dalfesztivál
| Év   | Ország        | Dal                         | Előadó                                 | További szerzők                                                                                           | Döntő                       | Pontszám                    | Elődöntő          | Pontszám          |
| ---- | ------------- | --------------------------- | -------------------------------------- | --- | --------------------------- | --------------------------- | ----------------- | ----------------- |
| 2001 | Svédország    | Listen to Your Heartbeat    | Friends                                | Henrik Sethsson                                                                                           | 5.                          | 100                         | Nem volt elődöntő | Nem volt elődöntő |
| 2006 | Svédország    | Invincible                  | Carola                                 | Bobby Ljunggren, Henrik Wikström, Carola Häggkvist                                                        | 5.                          | 170                         | 4.                | 214               |
| 2007 | Norvégia      | Ven a bailar conmigo        | Guri Schanke                           | – | Nem jutott tovább a döntőbe | Nem jutott tovább a döntőbe | 18.               | 48                |
| 2007 | Spanyolország | I Love You mi vida          | D’Nash                                 | Andreas Rickstrand, Tony Sánchez-Ohlsson, Rebeca Pous del Toro                                            | 20.                         | 43                          | A Négy Nagy tagja | A Négy Nagy tagja |
| 2010 | Dánia         | In a Moment Like This       | Chanée és N’evergreen                  | Henrik Sethsson, Erik Bernholm                                                                            | 4.                          | 149                         | 5.                | 101               |
| 2012 | Spanyolország | Quédate conmigo             | Pastora Soler                          | Tony Sánchez-Ohlsson, Erik Bernholm                                                                       | 10.                         | 97                          | Az Öt Nagy tagja  | Az Öt Nagy tagja  |
| 2012 | Svédország    | Euphoria                    | Loreen                                 | Peter Boström                                                                                             | 1.                          | 372                         | 1.                | 181               |
| 2013 | Grúzia        | Waterfall                   | Nodi Tatishvili és Sopho Gelovani      | Erik Bernholm                                                                                             | 15.                         | 50                          | 10.               | 63                |
| 2015 | Spanyolország | Amanecer                    | Edurne                                 | Peter Boström, Tony Sánchez-Ohlsson                                                                       | 21.                         | 15                          | Az Öt Nagy tagja  | Az Öt Nagy tagja  |
| 2015 | Grúzia        | Warrior                     | Nina Sublatti                          | Nina Sublatti                                                                                             | 11.                         | 51                          | 4.                | 98                |
| 2016 | Grúzia        | Midnight Gold               | Nika Kocharov & Young Georgian Lolitaz | Kote Kalandadze                                                                                           | 20.                         | 104                         | 9.                | 123               |
| 2016 | Ciprus        | Alter Ego                   | Minus One                              | Minus One                                                                                                 | 21.                         | 96                          | 8.                | 164               |
| 2017 | Ciprus        | Gravity                     | Hovig                                  | – | 21.                         | 68                          | 5.                | 164               |
| 2018 | Málta         | Taboo                       | Christabelle                           | Johnny Sanchez, Christabelle Borg                                                                         | Nem jutott tovább a döntőbe | Nem jutott tovább a döntőbe | 13.               | 101               |
| 2020 | Franciaország | Mon alliée (The Best in Me) | Tom Leeb                               | Peter Boström, John Lundvik, Amir Haddad, Tom Leeb, Léa Ivanne                                            | Elmaradt a verseny          | Elmaradt a verseny          | Az Öt Nagy tagja  | Az Öt Nagy tagja  |
| 2023 | Svédország    | Tattoo                      | Loreen                                 | Jimmy "Joker" Thörnfeldt, Jimmy Jansson, Lorine Talhaoui, Moa Carlebecker, Peter Boström                  | 1.                          | 583                         | 2.                | 135               |
| 2025 | Örményország  | Survivor                    | Parg                                   | Alex Wilke, Armen Paul, Benjamin Alasu, Eva Voszkanján, Joshua Curran, Martin Mooradján, Pargev Vardanján | 20.                         | 72                          | 10.               | 51                |

## Botrányok
G:son és Henrik Sethsson 2001-es Eurovíziós Dalfesztiválra írt dalát, a Listen to Your Heartbeat-et plágiummal vádolták meg, mely szerint Belgium 1996-os Liefde is een kaartspel című dalára túlzottan hasonlít annak a dallama. A dalszerzők tagadták a vádat, de miután a belga dalszerzők és a SABAM szerzői szervezet jogi lépéseket sürgettek, készpénzes elszámolásban állapodtak meg egymással.